# 앨런 세핀월
앨런 세핀월(영어: Alan Sepinwall, 1973년 10월 19일~)은 미국의 텔레비전 평론가이자 작가이다.2010년까지 14년 동안 뉴저지주 뉴어크의 신문사 《스타레저》에서 칼럼니스트로 일했으며, 이후 엔터테인먼트 웹사이트 HitFix로 자리를 옮겼다. 그 후 업록스에서 2년간 일하며 글을 기고했으며, 2018년부터는 《롤링 스톤》에서 수석 TV 평론가로 활동하고 있다.
펜실베이니아 대학교 재학 중 드라마 《뉴욕경찰 24시》에 대한 비평을 쓰면서 TV 평론을 시작하게 되었고, 이러한 경험이 《스타레저》에서 일하게 된 계기가 되었다. 2007년에 드라마 《소프라노스》의 종영 이후 이 드라마의 제작자인 데이비드 체이스는 세핀월과 단독 인터뷰를 진행했다. 2009년에 세핀월은 NBC 측에 액션 코미디 드라마 《척》의 시즌 연장을 공개적으로 요구했으며, 벤 실버먼 NBC 엔터테인먼트 공동 회장은 시즌 연장 결정에 그의 역할이 영향을 끼쳤음을 밝히기도 했다.
Slate.com에서는 세핀월을 두고 "TV 비평의 본질을 바꿨다"고 평가했으며, TV 프로그램의 매회 방영분 리뷰 분야에 있어 그가 "인정받는 최고의 권위자"라고 평했다. 세핀월과 텔레비전 평론가 댄 피엔버그는 HitFix에서 2015년 10월까지 텔레비전 프로그램에 대해 토론하고 비평하는 《Firewall & Iceberg》라는 이름의 팟캐스트를 운영했다. 또한 세핀월은 업록스 재직 시절에 동료 TV 평론가 브라이언 그러브와 함께 팟캐스트 《TV Avalanche》를 진행했다.

## 어린 시절
세핀월은 미국 뉴저지주 파인브룩에서 자랐다. 아버지 제리는 정신약리학자였으며, 어머니 해리엇은 뉴저지주 모리스타운의 세인트 엘리자베스 칼리지에서 과거 사회교육학 교수로 재직했었다. 유대인이었던 세핀월은 뉴저지주 콜드웰에 있는 웨스트 에섹스 아구다스 이스라엘 회당에 다녔다. 이후 펜실베이니아 대학교에 2학년으로 재학 중이던 1993년부터 텔레비전 프로그램 비평을 쓰기 시작했다. 시간이 흐른 후 세핀월은 이 시기 자신의 글에 대해 이야기하면서 "맞춤법도 틀리고, 문법도 엉망이었으며, 더 심각한 것은 지금 보면 창피할 정도로 미숙한 분석들이었다"며 부끄러움을 나타냈다.

## 경력
1990년대 ABC에서 방영된 경찰 드라마 《뉴욕경찰 24시》의 열렬한 팬이었던 세핀월은 뉴스그룹에 이 드라마에 대한 비평 글을 작성해 올렸다. 이 글들이 발판이 되어 세핀월은 뉴어크의 신문사 《스타레저》에서 TV 저널리스트로서의 경력을 시작할 수 있었다. 세핀월은 2004년에 "뉴욕경찰 24시가 없었다면, 지금의 경력도, 삶도 없었을 것"이라 털어놓기도 했다. 하지만 2020년 미니애폴리스 경찰관의 과잉 진압으로 흑인 남성이 사망한 조지 플로이드 사망 사건 이후, 세핀월은 잡지 《롤링 스톤》에 《뉴욕경찰 24시》와 경찰 드라마 전반에 대한 자신의 복잡한 심경을 상세하게 밝힌 글을 쓰면서 경찰 드라마 장르가 새로운 현실에 맞춰 대대적으로 변화하거나 아예 제작되지 말아야 한다고 주장했다.

### 스타레저
세핀월은 1996년부터 신문사 《스타레저》에서 TV 칼럼니스트로 일하기 시작했다. 세핀월은 현재 텔레비전 비평가 협회의 회원이다. Slate.com의 조시 레빈은 세핀월이 《소프라노스》가 매회 방영된 후 작성한 비평을 두고 단순한 줄거리 요약을 넘어, 작품의 깊은 의미와 숨겨진 메시지까지 분석하는 "새로운 형식"의 비평이었다고 평가했다. 세핀월은 자신의 글쓰기 스타일이 티모시 W 린치가 인터넷 게시판에 올린 《스타 트렉》 TV 에피소드 리뷰와 웹사이트 텔레비전 위다웃 피티에 올라온 각 회차에 대한 리뷰와 시청자 토론에서 영향을 받았다고 밝혔다. 세핀월은 2005년경 신문 칼럼 이외에도 《스타레저》가 운영하는 웹사이트인 '올 TV'에서 블로그를 시작했다. 또한 같은 시기에 '왓츠 앨런 와칭'(What's Alan Watching)이라는 이름의 개인 블로그도 운영을 시작해 리뷰를 올리고 독자들과 직접 소통했다.

### HitFix와 업록스
세핀월은 14년간 《스타레저》와의 동행을 마치고 2010년에 엔터테인먼트 저널리즘 웹사이트 HitFix로 자리를 옮겼으며, 이곳에서 일주일에 15개의 프로그램을 다뤘다. 또한 HitFix에서 TV 평론가 댄 피엔버그와 함께 《Firewall & Iceberg》라는 이름의 팟캐스트를 진행했다.
2010년, Slate.com의 조시 레빈은 세핀월을 두고 "TV 비평의 본질을 바꿨다"고 평가했으며, TV 프로그램의 매회 방영분 리뷰 분야에 있어 "인정받는 최고의 권위자"라고 평했다. 디 A.V. 클럽의 스티브 하이슬러는 세핀월이 "미국 전역의 TV 비평가들에게 영감을 준 인물"이라고 평했다. 세핀월은 자신이 호평했던 NBC의 시트콤 《커뮤니티》의 한 에피소드에 카메오로 출연했다. 하지만 이후 세핀월은 이 출연으로 인해 "[비평가와 팬 사이의] 경계를 심하게 흐렸다"며 후회한다고 밝혔다.
2016년, 세핀월은 업록스에 글을 기고하기 시작했다. 2017년부터 2018년까지는 TV 평론가 브라이언 그러브와 함께 팟캐스트 《TV Avalanche》를 진행했다.

### 롤링 스톤
2018년 5월, 세핀월은 《롤링 스톤》의 제안을 받아들여 업록스를 떠난다는 소식을 알렸다.
세핀월은 《조지 루카스 토크 쇼》의 자선 기금 모금 행사에 모습을 드러내면서, 자신이 한 번도 보지 않았던 《스타워즈 홀리데이 스페셜》을 리뷰하기로 약속했다. 세핀월은 이후 이 프로그램이 완벽한 실패작이었고 잘못된 기획이었다는 내용의 리뷰를 《롤링 스톤》에 게재했다.

### 인터뷰
세핀월은 《더 와이어》의 제작자 데이비드 사이먼, 《매드맨》의 제작자 매슈 와이너, 《The O.C.》의 제작자 조시 슈워츠, 《브레이킹 배드》의 제작자 빈스 길리건 등 TV 업계의 주요 인물들을 인터뷰해왔다. 또한 2004년에는 폭스의 하이틴 드라마 《The O.C.》를 다룬 책 《Stop Being a Hater and Learn to Love The O.C.》를 2004년에 출간했다. 2007년 《소프라노스》 종영 직후에는 드라마 제작자 데이비드 체이스가 당시 유일하게 세핀월과만 인터뷰를 진행했다. 2009년에 NBC가 액션 코미디 《척》의 종영을 고려했을 당시, 이 프로그램의 열렬한 팬이었던 세핀월은 NBC 경영진에게 공개 서한을 보내 시리즈 연장을 요구하는 한편, 기존의 제품 간접 광고 마케팅 계약을 확대해 수익을 창출하는 방안도 제시했다. 결국 시즌이 연장되었는데 벤 실버먼 NBC 엔터테인먼트 공동 회장은 이 결정에 세핀월의 의견이 영향을 미쳤다고 밝혔으며, 또한 이 사건으로 인해 TV 비평가로서 세핀월의 영향력이 더욱 커지는 계기가 되기도 했다. 특히 세핀월은 《로스트》, 《쉴드: XX 강력반》, 《브레이킹 배드》, 《더 와이어》 등의 프로그램을 지속적으로 호평했다.

## 개인사
세핀월은 자신의 아내와 딸, 아들과 함께 뉴저지주 스코치플레인스에 거주하고 있다.

## 출간 도서
- Sepinwall, Alan (2004년 7월 27일). 《Stop Being a Hater and Learn to Love The O.C.》 (영어). Chamberlain Bros. ISBN 1596090065.
- Sepinwall, Alan (2012년 11월 21일). 《The Revolution Was Televised》 (영어). Self published. ISBN 978-0615718293.
- Sepinwall, Alan (2013년 5월 21일). 《The Revolution Was Televised》 (영어). Touchstone Books. ISBN 978-1476739670.
- Sepinwall, Alan; Seitz, Matt Zoller (2016년 9월 6일). 《TV (The Book): Two Experts Pick the Greatest American Shows of All Time》 (영어). Grand Central Publishing. ISBN 978-1455588190.
- Sepinwall, Alan (2017년 10월 10일). 《Breaking Bad 101: The Complete Critical Companion》 (영어). Abrams Books. ISBN 978-1419724831.
- Sepinwall, Alan; Seitz, Matt Zoller (2019년 1월 8일). 《The Sopranos Sessions》 (영어). Abrams Books. ISBN 978-1419734946.
- Sepinwall, Alan (2023년 11월 28일). 《Welcome to the O.C.: The Oral History》 (영어). Mariner Books. ISBN 978-0063342798.